# Presse- und Informationsamt der Bundesregierung
Das Presse- und Informationsamt der Bundesregierung, kurz Bundespresseamt (BPA), informiert Bürger und Medien im Inland über die Arbeit der deutschen Bundesregierung und unterrichtet letztere über die Nachrichtenlage in Deutschland und weltweit. Am Hauptsitz in Berlin arbeiten 490 Mitarbeiter, am alten Dienstsitz in Bonn 50. Chef des Presse- und Informationsamtes der Bundesregierung und Sprecher der Bundesregierung im Amt eines (beamteten) Staatssekretärs ist derzeit Stefan Kornelius.

## Stellung und Aufgaben
Das Presse- und Informationsamt der Bundesregierung ist eine selbstständige oberste Bundesbehörde, die unmittelbar dem Bundeskanzler untersteht. Als sogenannte Hauptstelle der Bundesregierung für den Verkehr mit den Nachrichtenträgern und den Organen der öffentlichen Meinungsbildung laufen bei ihr alle Informationen der einzelnen Bundesministerien sowie des Bundeskanzleramtes zusammen.
Seine Aufgaben sind unter anderem die
- Unterrichtung des Bundespräsidenten und der Bundesregierung  auf dem gesamten Nachrichtenbereich (u. a. durch die Kanzlermappe). Unterhaltung der erforderlichen Verbindungen zu Nachrichtenträgern des In- und Auslandes zu diesem Zweck;
- Erforschung und Darstellung der öffentlichen Meinung als Entscheidungshilfe für die politische Arbeit der Bundesregierung;
- Regierungskommunikation: Unterrichtung der Bürger und der Medien über die Politik der Bundesregierung durch Darlegung und Erläuterung der Tätigkeit, der Vorhaben und der Ziele der Bundesregierung mit den Mitteln der Öffentlichkeitsarbeit (dies gilt für Gegendarstellungen auch dann, wenn zugleich die Öffentlichkeitsarbeit von Bundesministerien berührt ist);
- Vertretung der Bundesregierung auf den Pressekonferenzen, im Besonderen der Bundespressekonferenz;
- Koordinierung der ressortübergreifenden Öffentlichkeitsarbeit der Bundesministerien bei Maßnahmen, die Angelegenheiten von allgemeinpolitischer Bedeutung betreffen;
- Organisation der sogenannte Wahlkreisfahrten, offiziell BPA-Informationsfahrten der Bundestagsabgeordneten.[3]

Die politische Öffentlichkeitsarbeit Ausland ist seit dem Organisationserlass des Bundeskanzlers vom 22. Oktober 2002 (BGBl. I S. 4206) Sache des Auswärtigen Amtes. Gemeinsam mit dem Auswärtigen Amt ist das Presse- und Informationsamt Partner in einer Verwaltungspartnerschaft mit der Europäischen Kommission und dem Europäischen Parlament. Diese schreibt unter dem Titel aktion europa regelmäßig Projekte zur Durchführung von europapolitischer Öffentlichkeitsarbeit im Inland aus. Das Presse- und Informationsamt fungiert als sogenannte Zwischengeschaltete Stelle und verwaltet im Auftrag der Europäischen Kommission die ausgeschriebenen Projekte.

## Digitales Bildarchiv
Das digitale Bildarchiv des Presse- und Informationsamtes der Bundesregierung wird durch die Arbeit der offiziellen Fotografen des BPA seit 1949 kontinuierlich erweitert. Diese dokumentieren fotografisch pro Jahr etwa 1200 politische Ereignisse, wie Staatsbesuche, Vertragsunterzeichnungen und Festakte.
Bildmaterial zu den politischen Aktivitäten der Bundeskanzler, der Bundesminister sowie des Bundespräsidenten, für die Presse- und Öffentlichkeitsarbeit der Bundesregierung steht damit zur Verfügung.
Das Bildarchiv der Bundesbildstelle umfasst ca. zwei Millionen Fotos. Ergänzt wird der Bildbestand durch den Ankauf bzw. die Übernahme einzelner Fotos oder ganzer Bildarchive, wie des Nachlasses von Richard Schulze-Vorberg oder des Archivs von Georg Munker. Derzeit befinden sich in der Bilddatenbank im BPA rund 475.000 Aufnahmen aus den Jahren seit 1949.
Das Bildmaterial wird unter anderem vom BPA, den Bundesministerien und den deutschen Vertretungen im Ausland genutzt, im Rahmen der Herstellung von Broschüren, sonstigen Publikationen sowie für die Internetinformationsangebote. Die Fotos werden auch für Veröffentlichungen Dritter bereitgestellt, für Zeitungen, Zeitschriften, Verlage, Stiftungen und Institutionen. Für die Nutzung sind marktübliche Bildhonorare zu zahlen.

## Geschichte
Als Gründungszeitpunkt des Presse- und Informationsamts gilt der 16. September 1949, der Tag nach der ersten Bundeskanzlerwahl der Bundesrepublik. Es ging aus der Pressestelle beim Parlamentarischen Rat hervor, die nach der Bildung der ersten Bundesregierung 1949 unter der Bezeichnung „Bundeskanzleramt – Presse- und Informationsabteilung“ in die Regierungszentrale eingegliedert wurde. Anfang Oktober 1949 firmierte sie unter „Bundespresse- und Informationsamt“ und seit dem 30. Oktober 1949 „Presse- und Informationsamt der Bundesregierung“, ohne dass sich ihre Rechtsstellung als unselbständige Abteilung änderte. Anfangs war das BPA wie auch das Bundeskanzleramt in der ersten Etage des Museums Koenig in Bonn untergebracht. 1951 betrieb Otto Lenz, der Staatssekretär des Innern im Bundeskanzleramt, den Ausbau des BPA.
Der erste Organisationsplan des Bundeskanzleramtes vom 3. Dezember 1949 wies das BPA noch als die zweite von zwei Abteilungen des Bundeskanzleramtes aus, geleitet von einem als Bundespressechef bezeichneten Ministerialdirektor. Die Verselbstständigung des Presse- und Informationsamtes als eigene Behörde erfolgte nach dem 30. Juli 1958, als ihr Leiter Felix von Eckardt zum Staatssekretär ernannt worden war. Konrad Adenauer hatte sich jedoch bereits 1949 ein Presseamt als eigene Behörde gewünscht, die dem Staatssekretär im Bundeskanzleramt unterstellt sein sollte.
Der Organisationserlass des Bundeskanzlers vom 18. Januar 1977 (BGBl. I S. 128), summierte erstmals die Aufgaben des BPA.
Im März 2003 wurden über 80 Mitarbeiter der ehemaligen Auslandsabteilung IV des BPA im Rahmen der Verlagerung der Zuständigkeit für die Öffentlichkeitsarbeit Ausland gemäß BKOrgErl vom 22. Oktober 2002 in das Auswärtige Amt versetzt.

## Amtschef und Regierungssprecher
Der Amtschef des BPA ist in aller Regel gleichzeitig Regierungssprecher. Seine offizielle Bezeichnung lautet daher Chef des Presse- und Informationsamtes der Bundesregierung und Sprecher der Bundesregierung (früher Bundespressechef). Der Chef des Amtes ist in der Regel ein (beamteter) Staatssekretär, gelegentlich wurde die Leitung auch einem Bundesminister für besondere Aufgaben übertragen. Er nimmt gemäß § 23 Abs. 1 GOBReg an den Sitzungen der Bundesregierung teil – ist er Bundesminister, so besitzt er auch Stimmrecht. Zudem vertritt er in seinem Geschäftsbereich die Bundesrepublik Deutschland gerichtlich und außergerichtlich. Stellvertretende Regierungssprecher und der Stellvertretende Chef des BPA können, wenn sie die Funktionen im Beamtenverhältnis wahrnehmen, Ministerialdirektoren (Besoldungsgruppe B 10) sein.

### Chefs
| #  | Name (Lebensdaten)                | Amtszeit                               | Partei | Partei    | Amtsbezeichnung                                                                      |
| -- | --------------------------------- | -------------------------------------- | ------ | --------- | ------------------------------------------------------------------------------------ |
| 1  | Heinrich Böx (1905–2004)          | 25. September 1949 – 10. November 1949 |        | CDU       |                                                                                      |
| 2  | Paul Bourdin (1900–1955)          | 10. November 1949 – 28. Februar 1950   |        | parteilos |                                                                                      |
| 3  | Heinrich Brand (1887–1971)        | 28. Februar 1950 – 15. Dezember 1950   |        | parteilos |                                                                                      |
| 4  | Fritz von Twardowski (1890–1970)  | 16. Dezember 1950 – 15. Februar 1952   |        | parteilos |                                                                                      |
| 4  | Felix von Eckardt (1903–1979)     | 16. Dezember 1952 – 30. April 1955     |        | CDU       |                                                                                      |
| 5  | Edmund Forschbach (1903–1988)     | 1. Mai 1955 – 30. Juni 1956            |        | parteilos |                                                                                      |
| 6  | Felix von Eckardt (1903–1979)     | 1. Juli 1956 – 30. Juni 1962           |        | CDU       | (ab 1958) (beamteter) Staatssekretär                                                 |
| 7  | Karl-Günther von Hase (1917–2021) | 1. Juli 1962 – 14. November 1967       |        | CDU       | (beamteter) Staatssekretär                                                           |
| 8  | Günter Diehl (1916–1999)          | 15. November 1967 – 22. Oktober 1969   |        | parteilos | (beamteter) Staatssekretär                                                           |
| 9  | Conrad Ahlers (1922–1980)         | 22. Oktober 1969 – 12. Dezember 1972   |        | SPD       | (beamteter) Staatssekretär                                                           |
| 10 | Rüdiger von Wechmar (1923–2007)   | 16. Januar 1973 – 20. Mai 1974         |        | FDP       | (beamteter) Staatssekretär                                                           |
| 11 | Klaus Bölling (1928–2014)         | 20. Mai 1974 – 15. Dezember 1980       |        | SPD       | (beamteter) Staatssekretär                                                           |
| 12 | Kurt Becker (1920–1987)           | 15. Dezember 1980 – 28. April 1982     |        | parteilos | (beamteter) Staatssekretär                                                           |
| 13 | Klaus Bölling (1928–2014)         | 29. April 1982 – 4. Oktober 1982       |        | SPD       | (beamteter) Staatssekretär                                                           |
| 14 | Diether Stolze (1929–1990)        | 12. Oktober 1982 – 19. Mai 1983        |        | parteilos | (beamteter) Staatssekretär                                                           |
| 15 | Peter Boenisch (1927–2005)        | 19. Mai 1983 – 14. Juni 1985           |        | parteilos | (beamteter) Staatssekretär                                                           |
| 16 | Friedhelm Ost (* 1942)            | 21. Juni 1985 – 21. April 1989         |        | CDU       | (beamteter) Staatssekretär                                                           |
| 17 | Hans Klein (1931–1996)            | 21. April 1989 – 20. Dezember 1990     |        | CSU       | Bundesminister für besondere Aufgaben                                                |
| 18 | Dieter Vogel (* 1931)             | Januar 1991 – 28. Februar 1995         |        | CDU       | (beamteter) Staatssekretär                                                           |
| 19 | Peter Hausmann (* 1951)           | 1. März 1995 – 25. Mai 1998            |        | CSU       | (beamteter) Staatssekretär                                                           |
| 20 | Otto Hauser (* 1952)              | 26. Mai 1998 – 27. Oktober 1998        |        | CDU       | Parlamentarischer Staatssekretär beim Bundeskanzler und Sprecher der Bundesregierung |
| 21 | Uwe-Karsten Heye (* 1940)         | 27. Oktober 1998 – 30. September 2002  |        | SPD       | (beamteter) Staatssekretär                                                           |
| 22 | Béla Anda (* 1963)                | 1. Oktober 2002 – 22. November 2005    |        | SPD       | (beamteter) Staatssekretär                                                           |
| 23 | Ulrich Wilhelm (* 1961)           | 22. November 2005 – 11. August 2010    |        | CSU       | (beamteter) Staatssekretär                                                           |
| 24 | Steffen Seibert (* 1960)          | 11. August 2010 – 8. Dezember 2021     |        | CDU       | (beamteter) Staatssekretär                                                           |
| 25 | Steffen Hebestreit (* 1972)       | 9. Dezember 2021 – 6. Mai 2025         |        | SPD       | (beamteter) Staatssekretär                                                           |
| 26 | Stefan Kornelius (* 1965)         | 6. Mai 2025 – amtierend                |        | parteilos | (beamteter) Staatssekretär                                                           |

### Stellvertretende Regierungssprecher, Stellvertretende Chefs und Leiter
| Name (Lebensdaten, Partei)          | Amtsantritt    | Ende der Amtszeit | Partei | Partei    | Amtsbezeichnung/Funktion |
| ----------------------------------- | -------------- | ----------------- | ------ | --------- | --- |
| Conrad Ahlers (1922–1980)           | 1966           | 22. Oktober 1969  |        | SPD       | Stellvertretender Chef des BPA |
| Armin Grünewald (1930–1993)         | 1973           | 1980              |        | parteilos | Stellvertretender Sprecher der Bundesregierung |
| Wolfgang Gibowski (* 1942)          | 1991           | 1998              |        | parteilos | Ministerialdirektor und Stellvertretender Chef des BPA |
| Charima Reinhardt (* 1958)          | 1998           | Oktober 2002      |        | parteilos | Stellvertretende Sprecherin der Bundesregierung |
| Peter Ruhenstroth-Bauer (* 1956)    | 1998           | Oktober 2002      |        | SPD       | Ministerialdirektor und Stellvertretender Chef des BPA |
| Béla Anda (* 1963)                  | Februar 1999   | 1. Oktober 2002   |        | SPD       | Stellvertretender Sprecher der Bundesregierung |
| Hans-Hermann Langguth (* 1965)      | Oktober 2002   | 22. November 2005 |        | Grüne     | 1. Stellvertretender Sprecher der Bundesregierung und Stellvertretender Leiter des BPA                                                                                |
| Thomas Steg (* 1960)                | Oktober 2002   | 31. Oktober 2009  |        | SPD       | 2. Stellvertretender Sprecher der Bundesregierung, seit 2005 Stellvertretender Sprecher der Bundesregierung und Stellvertretender Leiter des BPA                      |
| Herbert Mandelartz (1948–2022)      | November 2002  | 2005              |        | SPD       | Ministerialdirektor und Stellvertretender Chef des BPA |
| Michael Sternecker                  | Anfang 2006    | Januar 2011       |        | parteilos | Ministerialdirektor und Stellvertretender Chef des BPA |
| Klaus Vater (* 1946)                | Juli 2009      | Oktober 2009      |        | SPD       | Stellvertretender Sprecher der Bundesregierung |
| Christoph Steegmans (* 1971)        | Oktober 2009   | September 2011    |        | FDP       | Stellvertretender Sprecher der Bundesregierung und Stellvertretender Leiter des BPA                                                                                   |
| Sabine Saphörster-Heimbach (* 1962) | Januar 2010    | Dezember 2013     |        | CSU       | Stellvertretende Sprecherin der Bundesregierung |
| Ingeborg Ludewigs (1947–2023)       | Februar 2011   | Februar 2014      |        | parteilos | Stellvertretende Chefin des BPA (Nachfolge Sternecker) |
| Georg Streiter (1955–2024)          | September 2011 | März 2018         |        | parteilos | Stellvertretender Sprecher der Bundesregierung und stellvertretender Leiter des BPA (Nachfolge Steegmans’, von 2014 bis 2018 2. Stellv. Sprecher der Bundesregierung) |
| Christiane Wirtz (* 1970)           | Januar 2014    | Mai 2016          |        | parteilos | Stellvertretende Sprecherin der Bundesregierung und stellvertretende Leiterin des BPA (Nachfolge Streiter als 1. Stellv. Sprecherin)                                  |
| Tilman Seeger (* 1962)              | April 2014     | 8. Dezember 2021  |        | parteilos | Ministerialdirektor und Stellvertretender Chef des BPA (Nachfolge Ludewigs)                                                                                           |
| Ulrike Demmer (* 1973)              | Juni 2016      | 8. Dezember 2021  |        | parteilos | Stellvertretende Sprecherin der Bundesregierung und stellvertretende Leiterin des BPA (Nachfolge Wirtz als 1. Stellv. Sprecherin)                                     |
| Martina Fietz (1959–2022)           | April 2018     | 8. Dezember 2021  |        | parteilos | Stellvertretende Sprecherin der Bundesregierung |
| Wolfgang Büchner (* 1966)           | Dezember 2021  | 6. Mai 2025       |        | FDP       | Stellvertretender Sprecher der Bundesregierung |
| Christiane Hoffmann (* 1967)        | Januar 2022    | 6. Mai 2025       |        | parteilos | Stellvertretende Sprecherin der Bundesregierung und stellvertretende Leiterin des BPA (Nachfolge Demmer als 1. Stellv. Sprecherin)                                    |
| Johannes Dimroth (* 1974)           | Januar 2022    | 6. Mai 2025       |        | parteilos | Stellvertretender Chef des BPA (Nachfolge Seeger) |
| Steffen Meyer (* 1985)              | 6. Mai 2025    |                   |        | SPD       | Stellvertretender Sprecher der Bundesregierung |
| Sebastian Hille (* 1980)            | 6. Mai 2025    |                   |        | parteilos | Stellvertretender Sprecher der Bundesregierung |
| Esther Uleer (* 1977)               | Juni 2025      |                   |        | parteilos | Stellvertretende Chefin des BPA (Nachfolge Dimroth) |

## Organisation (Stand 2025)
Das BPA wird von Regierungssprecher Stefan Kornelius geleitet. Ihm nachgeordnet sind die beiden stellvertretenden Regierungssprecher, Steffen Meyer und Sebastian Hille. Ersterer nachgeordnet ist der Stellvertretende Chef des BPA. Diesem sind folgende Organisationseinheiten nachgeordnet:
- Abteilung 1 – Zentralabteilung
  - zwei Unterabteilungen mit sechs bzw. fünf Referaten
  - Gruppe Bonn/Verwaltung Bonn mit zwei Referaten (202 und 213)
- Abteilung 2 – Agentur/Medienauswertung
  - zwei Unterabteilungen mit drei bzw. vier Referaten
- Abteilung 3 – Politische Information
  - zwei Unterabteilungen mit vier bzw. fünf Referaten
- Abteilung 4 – Kommunikation
  - zwei Unterabteilungen mit je vier Referaten[12]

## Gebäude

### Berlin

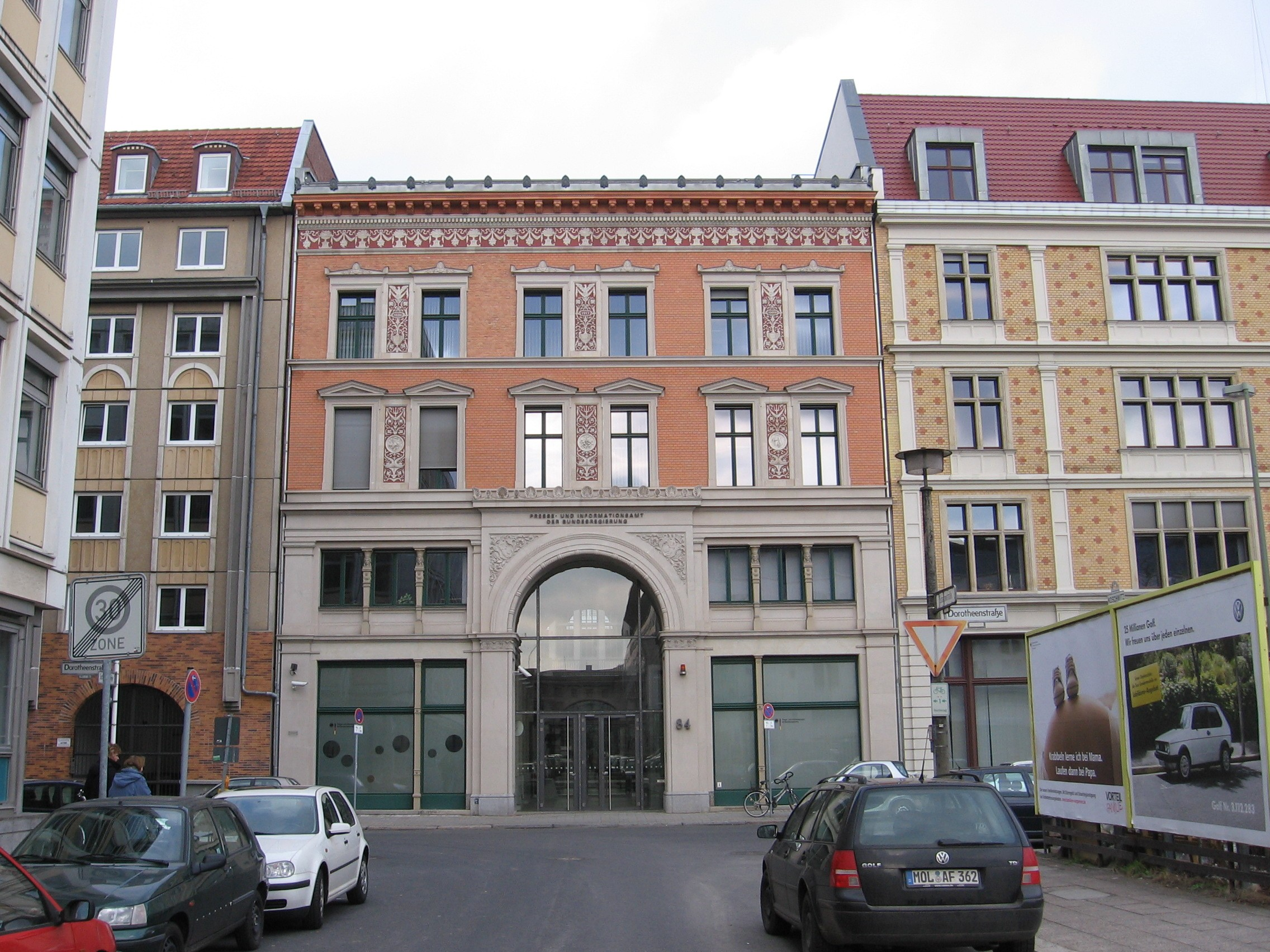
Das Gebäude in der Dorotheenstraße 84 in Berlin-Mitte

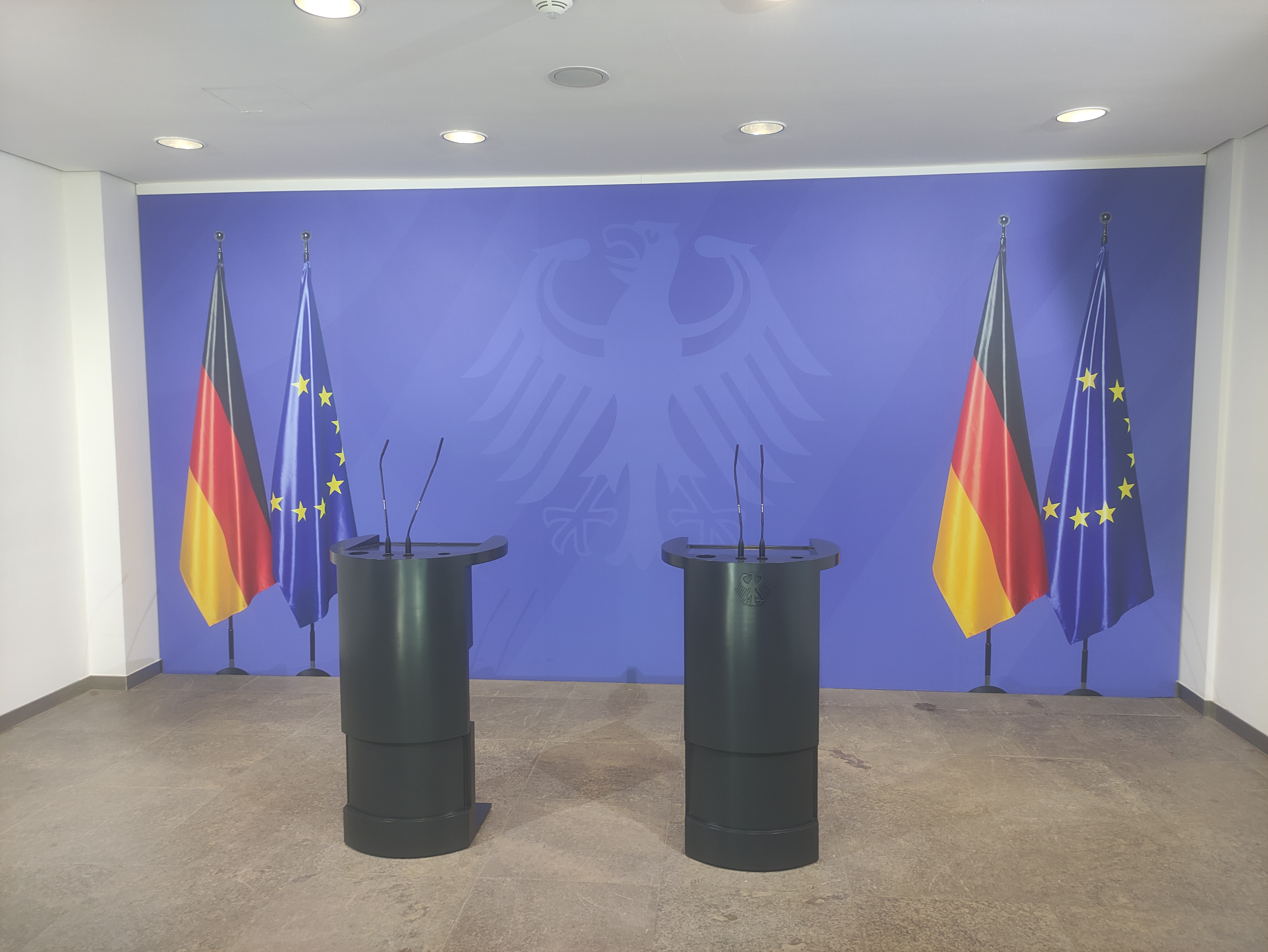
Ort der Pressekonferenzen des Bundeskanzlers und seinen Gästen

Der Berliner Sitz des Amtes ist im ehemaligen Berliner Postscheckamt an der Dorotheenstraße (Regierungsviertel) untergebracht. Ein angrenzender Büro-Plattenbau aus DDR-Zeiten, errichtet an der Stelle des im Zweiten Weltkrieg zerstörten Logengebäudes der „Loge Royal York“, wurde bei der Sanierung des Postscheckamtes Ende der 1990er Jahre in das Amt integriert. Nach hinten grenzt das Gebäude an die Spree (Reichstagufer). Ein moderner Anbau, der sich von der Dorotheenstraße bis zum Reichstagufer seitlich an das alte Postscheckamt anschließt, komplettiert hier das Gebäudeensemble. Das Bundespresseamt wurde am 15. Februar 2001 eingeweiht. Für die Planung des Neubaus war das Architekturbüro KSP Engel und Zimmermann verantwortlich. Am Reichstagufer 14 befindet sich auch das für die Öffentlichkeit zugängliche Presse- und Besucherzentrum des Amtes, in dem u. a. Broschüren der Bundesregierung erhältlich sind.

### Bonn

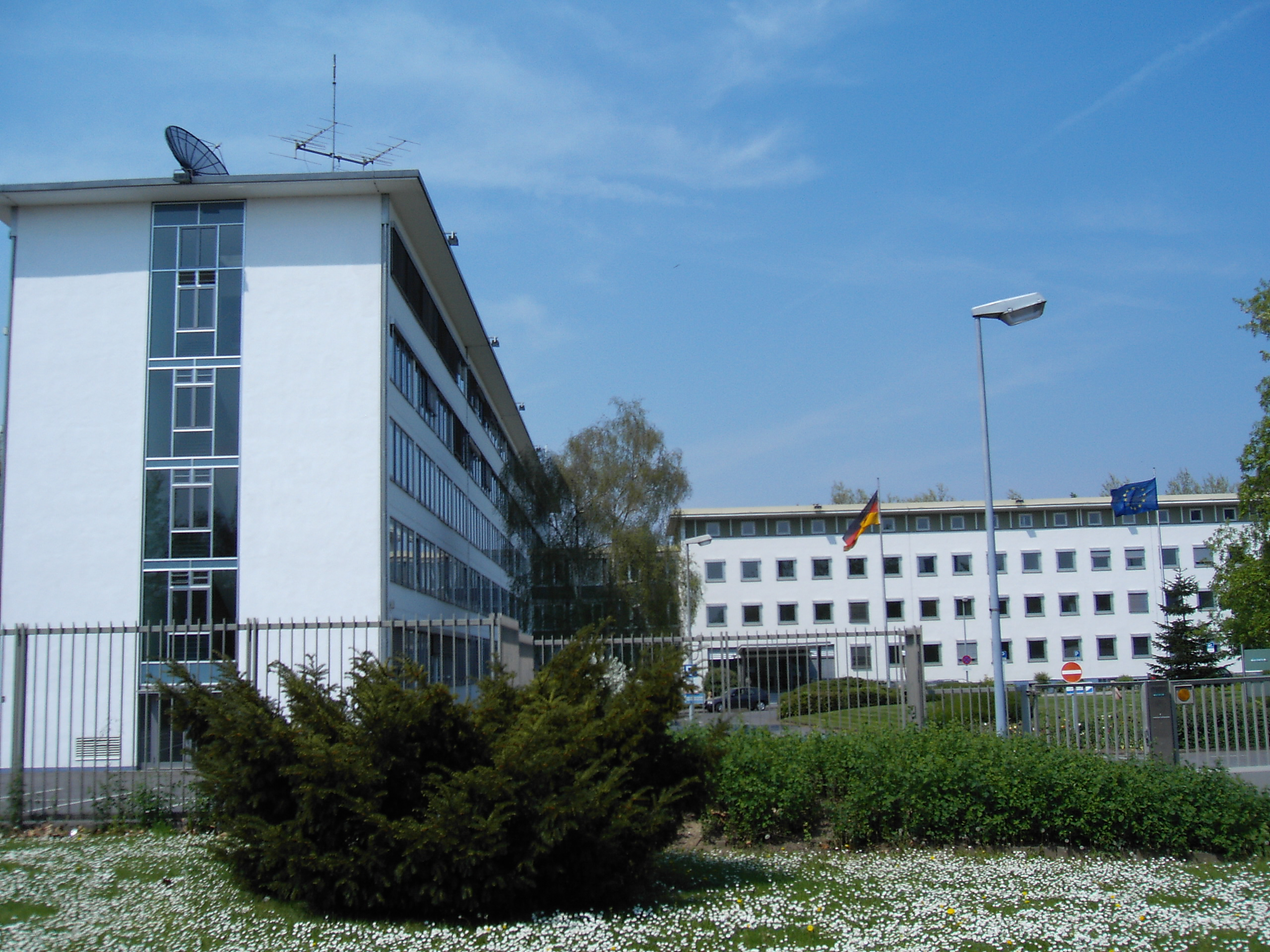
Zweiter Dienstsitz des BPA in der Bundesstadt Bonn

Von September 1949 bis Mai 1950 hatte das Amt seinen Sitz in der 1922/1923 erbauten Villa Kurt-Schumacher-Straße 10 im Bonner Regierungsviertel, die von 1961 bis 1999 als Residenz des ägyptischen Botschafters diente. Anschließend zog es in die Ermekeilkaserne in der Bonner Südstadt. Von 1954 bis 1956 wurde für das Bundespresseamt in der Welckerstraße 11 ein neues, zweiflügeliges und vier- bis fünfgeschossigen Gebäude unter Leitung der Bundesbaudirektion nach Plänen von Dirk Denninger erbaut. Bis zur Verlegung des Regierungssitzes nach Berlin 1999 war es der Hauptsitz des Amtes. Es liegt inmitten des Bundesviertels unweit des Bonner Kanzleramtes (Zweitsitz). In Bonn befinden sich heute lediglich noch die Gruppe Bonn/Verwaltung Bonn mit den nachgeordneten Referaten 202 und 213.